# Oxilus gazella
Oxilus gazella là một loài bọ cánh cứng trong họ Cerambycidae.